# James Dafforne
James Dafforne, född den 29 april 1804, död den 5 juni 1880, var en brittisk konstskriftställare.
Dafforne var under 35 år medarbetare i Art Journal, från 1845 till sin död. En del av hans uppsatser i denna tidskrift gavs senare ut i bokform, exempelvis Pictures of Daniel Maclise, R.A., Pictures of William Mulready, Pictures of Clarkson Stanfield, R.A. och Sir Edwin Landseer. År 1878 publicerade han ett arbete om Albert Memorial. Året därpå utkom hans sista verk, The Life and Works of Edward Matthew Ward, R.A. Han översatte även Arts of the Middle Ages av De la Croix.